# Murn (Fluss)
Die Murn ist ein rechter Nebenfluss des Inns.

## Name
Der Name Murn kommt wahrscheinlich vom bairischen Mur (Sand, Steinschutt) und kann demnach als „Sandbach“ übersetzt werden. Diesen Namen trägt der Fluss schon mindestens seit dem 14. Jahrhundert.

## Geographie

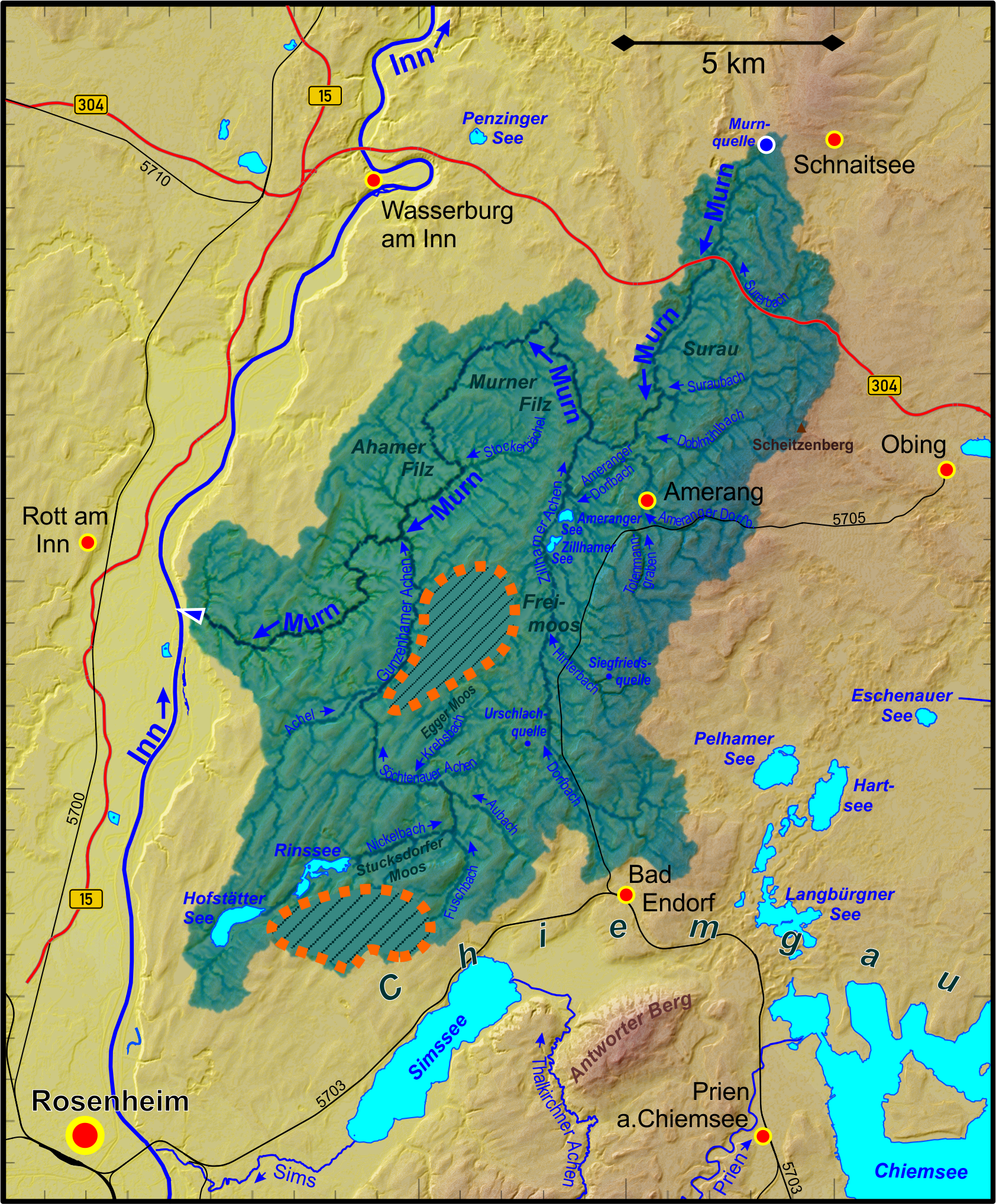
Einzugsgebiet der Murn. Innerhalb der schraffierten Flächen fehlen Oberflächenabflüsse.

### Verlauf
Der Ursprung der Murn ist der Zusammenfluss des Surerbachs mit dem Surbrunner Bach bei Kirchensur im Landkreis Rosenheim, von wo aus sie, zuerst als Murnbach, nach Süden fließt und erst mit steigender Breite als Murn bezeichnet wird. Sie wechselt mehrmals s-förmig die Richtung, bis sie schließlich, nach Norden fließend, bei Obermühl in der Gemeinde Griesstätt in den Inn mündet.

### Zuflüsse
| Name                       | GKZ      | Lage       | Vorfluter | Länge in km | EZG in km² | Bemerkungen                                                                                |
| -------------------------- | -------- | ---------- | --------- | ----------- | ---------- | ------------------------------------------------------------------------------------------ |
| Surerbach                  | 1832-2   | linker OL  | Murnbach  | 004,090     | 0006,100   | [ 6 ]                                                                                      |
| Surbrunner Bach            | 1832-22  | rechter OL | Murnbach  | 002,220     | 0005,540   | [ 6 ]                                                                                      |
| Suraubach                  | 1832-24  | links0     | Murn      | 003,890     | 0004,300   | [ 6 ]                                                                                      |
| Doblmühlbach               | 1832-26  | links0     | Murn      | 004,440     | 0004,470   | inklusive eines Reststücks von weniger als 200 m im linken Teilungszweig Fehlbach der Murn |
| Ameranger Dorfbach         | 1832-28  | links0     | Murn      | 007,130     | 0007,050   | [ 6 ]                                                                                      |
| Zillhamer Achen            | 1832     | links0     | Murn      | 012,350     | 0000,790   | [ 7 ]                                                                                      |
| Murnfilzengraben           | 1832-31? | links0     | Murn      | ?           | ?          |                                                                                            |
| Stockerbächel              | 1832-32  | links0     | Murn      | 004,600     | 0005,180   | [ 8 ]                                                                                      |
| Filzengraben               | 1832-34  | rechts     | Murn      | 002,330     | 0001,520   | [ 8 ]                                                                                      |
| Weitmoosbachl              | 1832-36  | rechts     | Murn      | 003,920     | 0003,980   | [ 8 ]                                                                                      |
| Gunzenhamer Achen          | 1832-4   | links0     | Murn      | 012,880     | 0064,270   | mit rechtem Oberlauf Söchtenauer Achen                                                     |
| Zufluss aus dem Niederholz | 1832-92  | rechts     | Murn      | 000,830     | 0000,820   | [ 9 ]                                                                                      |
| Zufluss von Viehhausen her | 1832-94  | rechts     | Murn      | 001,070     | 0001,070   | [ 9 ]                                                                                      |
| Zufluss von Lueg her       | 1832-96  | links0     | Murn      | 001,580     | 0000,940   | [ 9 ]                                                                                      |
| Zufluss von Berg her       | 1832-98  | rechts     | Murn      | 001,920     | 0004,350   | [ 9 ]                                                                                      |

Anmerkungen zur Tabelle
1. ↑  Gewässerkennzahl, in Deutschland die amtliche Fließgewässerkennziffer mit zur besseren Lesbarkeit eingefügtem Trenner hinter dem Präfix, das einheitlich für den allen gemeinsamen Vorfluter Murn steht.

## Bauliche Maßnahmen

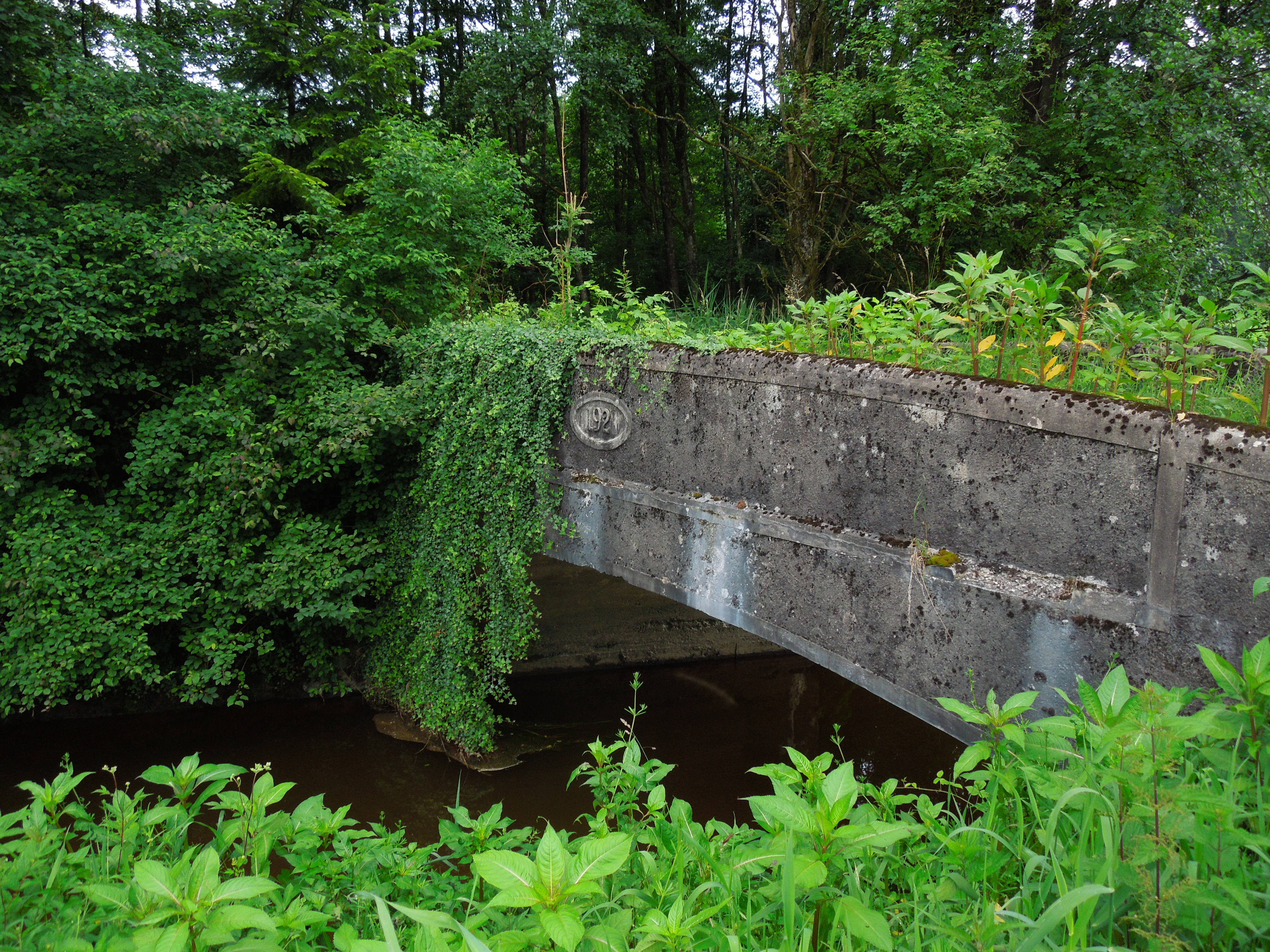
Brücke von 1921 bei Locking

Ende 2015 wurde der Betonabsturz der ehemaligen Petermühle an der Murn (bei Amerang) in eine Sohlrampe umgewandelt. Dadurch wurde die Durchwanderbarkeit des Flusses für Fische und andere Tiere an dieser Stelle wiederhergestellt.
Weitere Maßnahmen an der Murn fanden bis 2018 bei Locking (ebenfalls bei Amerang) statt, unter anderem wurde der Uferrand abgeflacht sowie Steine und Wurzelstöcke verbaut, um den Fluss des Wassers zu verlangsamen und Fischen ein besseres Laichgebiet zu bieten. Außerdem sollen dadurch die Lebensraumbedingungen der vom Aussterben bedrohten Bachmuschel verbessert werden.